# カルロス・バレード
カルロス・バレード（Carlos Barredo、1981年6月5日 - ）は、スペイン・オビエド出身の自転車競技（ロードレース）選手。

## 経歴
2004年、リベルティ・セグロスと契約を結んでプロ転向。
- ブエルタ・ア・アストゥリアス区間1勝。

2006年
- ツアー・ダウンアンダー区間1勝。
- ブエルタ・ア・エスパーニャ初出場（総合42位）。

2007年、クイックステップに移籍。
- ツール・ド・フランス初出場（総合42位）。
- ブエルタ・ア・エスパーニャ総合10位。

2008年
- パリ～ニース区間1勝。

2009年、
- クラシカ・サンセバスティアンにおいて、ロマン・クロイツィガーらを下して優勝。

2010年
- ブエルタ・ア・エスパーニャ第15ステージ勝利、総合43位。

2011年、ラボバンクに移籍
- クラシカ・サンセバスティアン2位。

2012年
- ツール・ド・ベルギー 総合3位

### ドーピング
2012年10月にUCIがバレードのバイオロジカルパスポートに異常が連続して見られたと発表した。
これを受けて所属チームのラボバンクはバレードを解雇し、本人は引退を表明した。
UCIは通常のドーピング違反の罰則である2年間の成績剥奪の他に、バイオロジカルパスポートの異常があった期間を加えた2007年10月26日から2011年9月24日までの成績を剥奪することを発表した。